# Лобнор (пустеля)
Лобнор  (кит.: 罗布沙漠, Luóbù Shāmò, уйг. لوپنوُﺭ چۆلى‎, Lopnur Tshöli) — пустеля в Сіньцзян-Уйгурському автономному районі Китаю. Простягається від міста Корла на схід, уздовж схилів Куруктагу до старих кордонів Таримського басейну.

## Опис
Пустеля займає територію площею 50 000 км². Її клімат є надзвичайно посушливий. Згідно із дослідженнями 1984 року річна кількість опадів становить 20 мм. Дослідження 2008 року визначило річну кількість опадів у 31,8 мм. У центрі пустелі умови більш екстремальні: вологість падає до 0 % при температурі 50 °C.
Історично були періоди, коли цей район був більш сприятливим для проживання та сільського господарства, ніж сьогодні. Дослідження показали, що область пережила сім основних кліматичних змін із кінця Плейстоцену.

## Флора та фауна
Рослини в регіоні трапляються рідко. Кількість видів дуже мала. Наукові експедиції в Лобнорі, проведені в 1979—1982 роках, зібрали тільки 36 видів рослин, що відносяться до 13 родин (переважно лободових і складноцвітих) і 26 родів. Експедиції також зібрали тільки 127 видів тварин (23 ссавців, 91 птахів, 7 плазунів, і 1 земноводну).

## Піщані бурі
У весняні місяці в пустелі виникають надзвичайно потужні піщані бурі (бурани), спричиняючи сильну ерозію. Пісок літає над Таримом, збирається у гігантські дюни, що вкривають східні частини Такла-Макану.